# Exponentialdrift
Exponentialdrift ist ein Science-Fiction-Roman von Andreas Eschbach (ISBN 3-404-14912-2), der im Jahre 2003 im Verlag Bastei Lübbe erschienen ist.

## Entwicklung des Romanprojektes
Ursprünglich wurde er als Fortsetzungsromanexperiment vom 30. September 2001 bis 14. Juli 2002 jeweils wöchentlich geschrieben und in der Frankfurter Allgemeinen Sonntagszeitung veröffentlicht. Der experimentelle Charakter kommt darin zum Ausdruck, dass die Handlung sich immer auf aktuelle Ereignisse beziehen und sich auch von diesen beeinflussen lassen sollte. Dieses Projekt wurde ausdrücklich von FAZ-Mitherausgeber Frank Schirrmacher unterstützt.

## Die Geschichte
Auf einer Pflegestation erwacht Bernhard Abel aus einem langjährigen Koma. Doch ihn verlässt das Gefühl nicht, nicht er selbst zu sein. Er kommt zu der Überzeugung, in Wirklichkeit ein Außerirdischer im Körper Abels zu sein. Er wird von einer seltsamen Person verfolgt, seine Kollegen scheinen etwas zu verheimlichen. Alles nur Wahnvorstellungen? Aber was hat dann Peter Eisenhardt (aus Eschbachs Roman Das Jesus Video) mit der ganzen Sache zu tun?
Mit dem von ihm erfundenen titelgebenden Wort beschreibt der Autor die letzte Auswirkung des Bevölkerungswachstums auf der Erde. Er geht dabei von der Annahme aus, dass nur der Mensch die Veranlagung hat, sich unkontrolliert zu vermehren und dies konstant tut. Sobald die Menschheit die Technik zur Besiedelung anderer Planeten gefunden haben wird, wird sie sich daher unaufhaltsam auf diesen weitervermehren. Die Außerirdischen gehen in der Handlung des Buches davon aus, dass diese Entwicklung kurz bevorsteht. Sie prognostizieren für das Jahr 3225 die Besiedelung aller Planeten der Milchstraße durch den Menschen, für das Jahr 4395 sogar die Besiedelung des gesamten Universums. Daher fassen sie den Beschluss, die Menschheit zu vernichten, bevor es so weit kommt.

## Sonstiges
Im Nachwort der Buchfassung beschreibt der Autor die ursprüngliche Idee zu einem Fortsetzungsroman. Er erwähnt auch, dass wenige Tage vor der Kontaktaufnahme für dieses Buch sein Buch Eine Billion Dollar erschienen sei und er mit einer großen Resonanz in den Buchhandlungen und der Leserschaft gerechnet habe, die allerdings zuerst ausblieb. Das Buch kam am 11. September 2001 in die Buchhandlungen.